# Месарош, Эрвин
Эрвин Месарош (венг. Mészáros Ervin; 2 апреля 1877, Будапешт, — 21 мая 1940, там же) — австро-венгерский фехтовальщик венгерского происхождения, олимпийский чемпион.
Эрвин Месарош родился в 1877 году в Будапеште. В 1912 году на Олимпийских играх в Стокгольме он стал обладателем золотой медали в командном первенстве на саблях и бронзовой — в личном первенстве.
В личной сабле в четвертьфинале 17 июля выступил в третьей группе, победив во всех трёх поединках: австрийского принца Гогенлоэ, немца Фридриха Шварца и британца Уильяма Марша. Затем в полуфинале  18 июля выступил в третьей группе, победив во все пяти поединках, в том числе россиянина  Бориса Арсеньева. В тот же день, вечером, состоялся финал, где занял третье место, выиграв пять поединков и проиграв два.